# Jun Amano
Jun Amano (escritura japonesa: 天野 純 (Amano Jun); Kanagawa, Japón, 19 de julio de 1991) es un futbolista japonés que juega como mediocampista en el Yokohama F. Marinos de la J1 League.

## Carrera
En 2014, se unió a Yokohama F. Marinos desde la Universidad de Juntendo.
En la 2ª etapa de la J1 League 2016 y debido a la lesión de Shunsuke Nakamura comenzó a participar activamente en las formaciones del equipo durante ese periodo.
El 2 de septiembre de 2018, fue convocado a la selección japonesa para la Copa Kirin Challenge donde debutó por el combinado nacional en el partido contra Costa Rica.
Desde la temporada 2019, comenzó a utilizar la camiseta número 10, utilizada por estandartes del club como Kazushi Kimura y Shunsuke Nakamura.
En julio de 2019 fue cedido al K. S. C. Lokeren belga por una temporada.

## Clubes
| Club                                  | País          | Año       |
| ------------------------------------- | ------------- | --------- |
| Yokohama F. Marinos                   | Japón         | 2014-     |
| K. S. C. Lokeren (cedido)             | Bélgica       | 2019-2020 |
| Ulsan Hyundai F. C. (cedido)          | Corea del Sur | 2022      |
| Jeonbuk Hyundai Motors F. C. (cedido) | Corea del Sur | 2023      |

## Palmarés

### Títulos nacionales
| Título     | Club                | País          | Año  |
| ---------- | ------------------- | ------------- | ---- |
| K League 1 | Ulsan Hyundai F. C. | Corea del Sur | 2022 |